# Paradoxapseudes heroae
Paradoxapseudes heroae is een naaldkreeftjessoort uit de familie van de Apseudidae. De wetenschappelijke naam van de soort is voor het eerst geldig gepubliceerd in 1986 door Sieg.